# Centrale nucléaire de Dukovany
La centrale nucléaire de Dukovany à proximité de la commune de Dukovany dans le district de Třebíč, (région de Vysočina) est une centrale nucléaire tchèque. La centrale est située à 12 km au nord-ouest de la ville de Moravský Krumlov, à 50 km au sud-ouest de Brno et environ 120 km au nord de Vienne, en Autriche.
Depuis 1987, quatre réacteurs soviétiques VVER-440/V213 (deux de 468 MWe et deux de 471 MWe) sont exploités par ČEZ, pour une puissance installée totale de 1 878 MWe.
En juillet 2024, le gouvernement tchèque sélectionne l'APR-1000 de 1 200 MWe du sud-coréen KHNP, pour l'extension de la centrale de Dukovany avec deux nouveaux réacteurs.

## Dukovany 1 à 4 (réacteurs VVER-440)

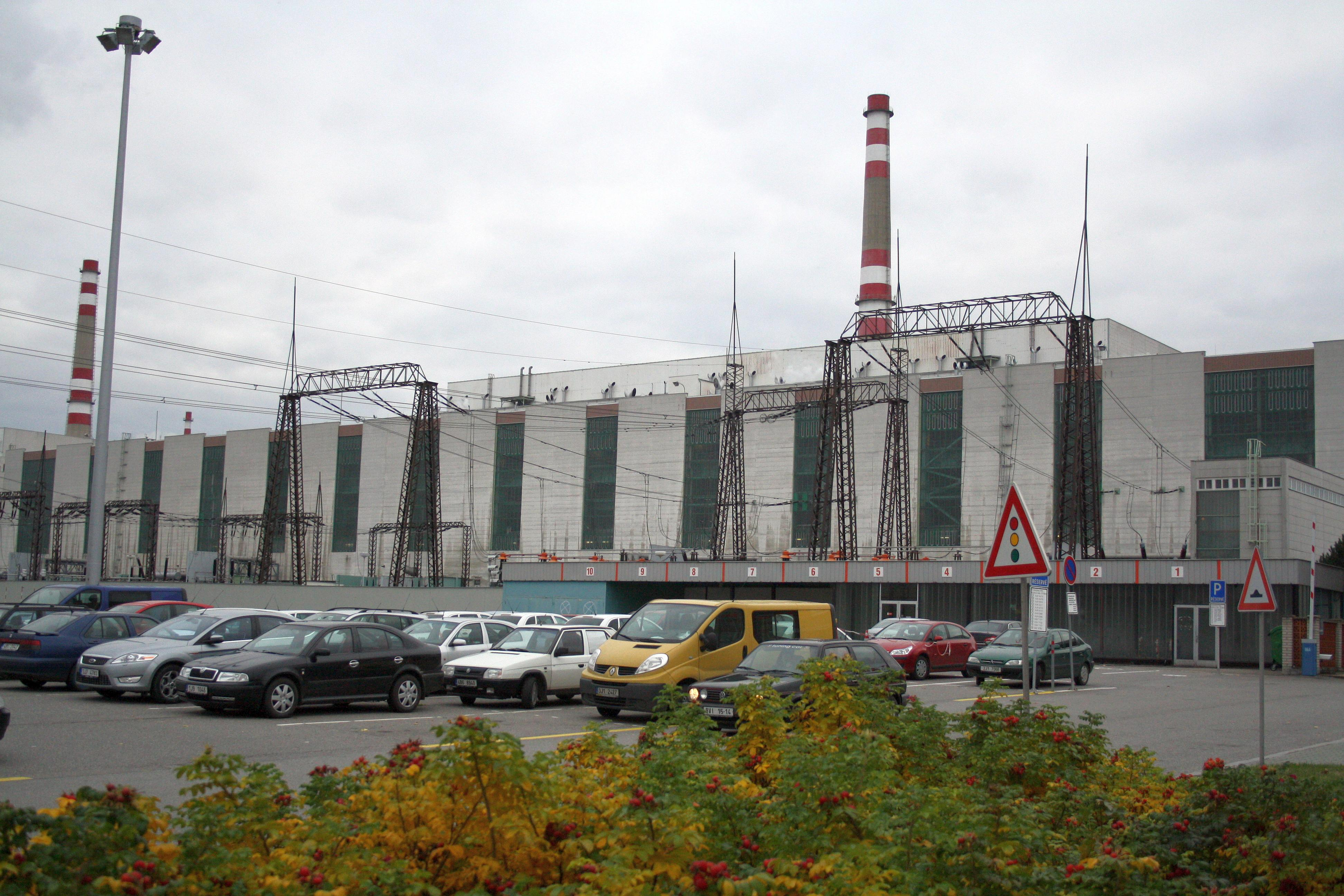
Salle des machines des réacteurs 1 et 2 de la centrale de Dukovany

La centrale est équipée de quatre réacteurs à eau pressurisée soviétique VVER-440 de modèle V213 de deuxième génération construits par Skoda. Le propriétaire et exploitant est l'entreprise tchèque ČEZ.
Comme tous les réacteurs VVER-440, la salle des machines est commune à deux réacteurs (et les deux salles des machines sont dans la continuité l'une de l'autre). Un réacteur produit son électricité grâce à deux groupes turbo-alternateur de 250 MWe chacun, tournant à une vitesse de 3 000 tr/min et possédant leur propre transformateur. Ainsi la double salle des machines de la centrale de Dukovany comporte huit groupes turbo-alternateurs.
La centrale est refroidie par 8 tours aéroréfrigérantes de 125 mètres de hauteur, soit deux par réacteurs.
L'électricité produite est évacuée via huit lignes électrique de 400 kV. L'alimentation de secours est amenée à la centrale via des lignes électriques de 110 kV[réf. nécessaire].
Depuis les années 1980, la puissance électrique maximale de chaque réacteur est progressive majorée (principe appelé uprate), de 408 MWe jusqu'à environ 470 MWe depuis 2011[réf. nécessaire].
Le système de contrôle commande a été rénové entre 2003 et 2009 et de nouvelles protections ont été ajoutées. Mise en place de nouveaux détecteurs neutronique associés à un système d'acquisition et de traitement numérique beaucoup plus précis que le système existant[réf. nécessaire].

### Caractéristiques
Le rang indique le numéro d'ordre de mise en service de chacun des réacteurs. Ainsi DUKOVANY-1 a été le 4e réacteur mis en service en république tchèque.
La puissance brute correspond à la puissance délivrée sur le réseau augmentée de la consommation interne de la centrale. La puissance nette correspond quant à elle à la puissance délivrée sur le réseau et sert d'indicateur en termes de puissance installée.
| Nom du réacteur | Modèle        | Rg | Puissance   | Puissance   | Puissance       | Début construction | Raccordement au réseau | Mise en service commerciale |
| Nom du réacteur | Modèle        | Rg | nette (MWe) | brute (MWe) | thermique (MWt) | Début construction | Raccordement au réseau | Mise en service commerciale |
| --------------- | ------------- | -- | ----------- | ----------- | --------------- | ------------------ | ---------------------- | --------------------------- |
| Dukovany-1      | VVER-440/V213 | 4  | 468         | 510         | 1 444           | 1er janvier 1979   | 24 février 1985        | 3 mai 1985                  |
| Dukovany-2      | VVER-440/V213 | 5  | 471         | 510         | 1 444           | 1er janvier 1979   | 30 janvier 1986        | 21 mars 1986                |
| Dukovany-3      | VVER-440/V213 | 8  | 468         | 510         | 1 444           | 1er mars 1979      | 14 novembre 1986       | 20 décembre 1986            |
| Dukovany-4      | VVER-440/V213 | 9  | 471         | 510         | 1 444           | 1er mars 1979      | 11 juin 1987           | 19 juillet 1987             |
| Dukovany-5      | APR-1000      | 10 | ~1000       |             |                 |                    |                        | ~2038                       |
| Dukovany-6      | APR-1000      | 11 | ~1000       |             |                 |                    |                        | ~2038                       |

| Année | Production Totale |
| ----- | ----------------- |
| 2010  | 13,28 TWh         |
| 2011  | 13,46 TWh         |
| 2012  | 14,09 TWh         |
| 2013  | 14,73 TWh         |
| 2014  | 14,45 TWh         |
| 2015  | 11,82 TWh         |
| 2016  | 11,21 TWh         |
| 2017  | 11,12 TWh         |
| 2018  | 13,36 TWh         |
| 2019  | 13,59 TWh         |
| 2020  | 13,41 TWh         |
| 2021  | 13,96 TWh         |
| 2022  | 13,82 TWh         |
| 2023  | 13,44 TWh         |

### Incidents
Le 6 avril 2000, une femme a menacé de manière anonyme de déclencher une bombe dans la centrale. Elle a été arrêtée le 3 juin suivant.
Un incendie s'est déclaré le 17 février 2010 dans une «installation de distribution d’alimentation secondaire» dans le secteur non nucléaire de la centrale de Dukovany, selon le porte-parole de la centrale nucléaire. Le réacteur n'a pas été arrêté en raison de l'incendie
Le 6 novembre 2014, deux réacteurs de la centrale ont été arrêtés à la suite d'une panne d'une pompe à eau du système de refroidissement.

### Risques liés au refroidissement

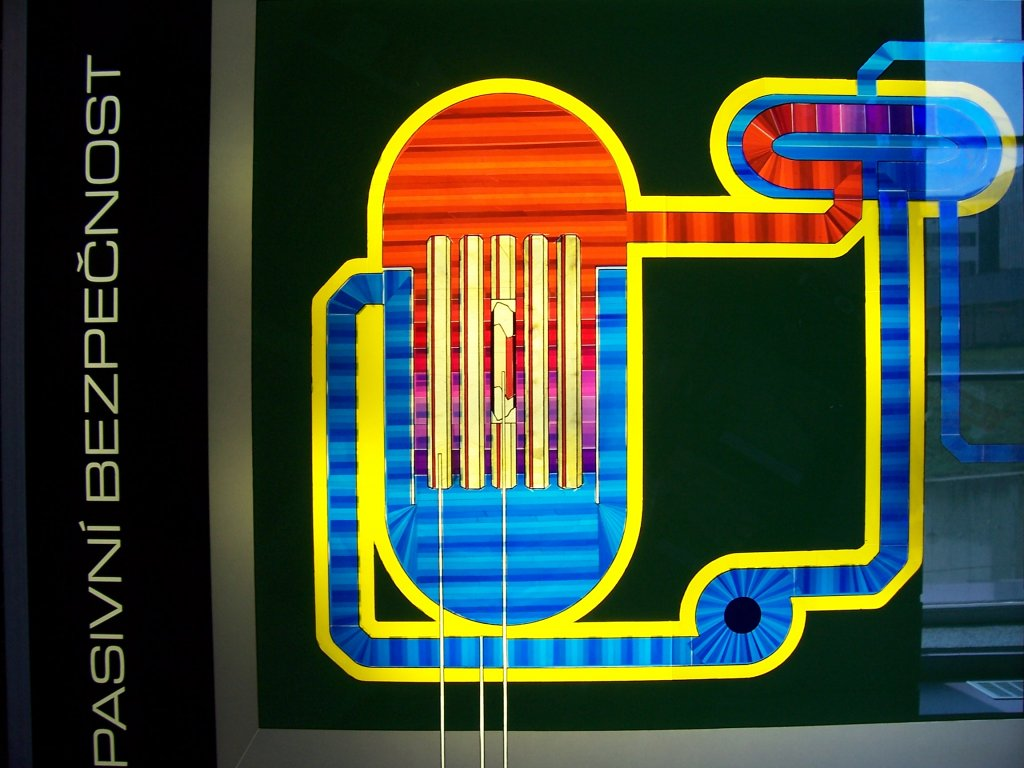
Schéma du circuit primaire d'un réacteur de Dukovany

La rivière Jihlava, qui assure le refroidissement de ses réacteurs, possède un débit relativement faible, ce qui constitue un risque pour la centrale, notamment en cas de sécheresse[réf. nécessaire].
En février 2015, 35 000 personnes signent une pétition de l'organisation anti-nucléaire autrichienne Global 2000 pour demander un rapport sur l'impact environnemental de la centrale nucléaire de Dukovany au ministère autrichien de l'Environnement.

## Dukovany 5 et 6 (réacteurs APR-1000)
En 2015, la République tchèque adopte un plan stratégique à l’horizon 2040/2050, avec l’objectif de préserver sa sécurité énergétique et de décarboner son mix électrique. Ce plan prévoit la construction d'un nouveau réacteur sur un des deux sites existant : la centrale de Temelín ou celle de Dukovany, avec l'objectif de parvenir en 2050 à 50 % de nucléaire dans la production d’électricité (au lieu de 35 % en 2015). Le projet est confirmé par une résolution gouvernementale le 8 juillet 2019 et une première construction sur le site de Dukovany est privilégiée.
Le Premier ministre Andrej Babiš annonce en novembre 2019 la décision de construire une nouvelle unité nucléaire dans la centrale de Dukovany ; la date prévue de sa mise en service est 2036. Le fournisseur devrait être choisi vers la fin 2022 et la construction commencera en 2029.
Le 28 mai 2020, les représentants de l'État tchèque et les acteurs du secteur nucléaire, dont CEZ, conviennent d'un schéma financier articulé autour d’un prêt garanti par l’État pour le renouvellement de la centrale nucléaire de Dukovany, dont le coût estimé du prochain réacteur est de l’ordre de 6,50 milliards de dollars, soit 5,80 milliards d’euros. L'accord prévoit un prix plancher de rachat de l’électricité de 50 à 60 €/MWh. Le dossier de sûreté pour l’autorisation de construction a été déposé le 25 mars 2020 auprès de l’Autorité de sûreté nationale tchèque (SUJB). Un appel d'offres doit avoir lieu fin 2020, l’examen des offres devrait intervenir en 2021 et aboutir à la sélection du prochain fournisseur de technologie en 2022 pour permettre le début de la phase préparatoire des travaux en 2023.
ČEZ annonce en décembre 2022 que les trois candidats EDF, KHNP et Westinghouse Electric ont remis leurs premières offres techniques et commerciales. Les offres définitives seront remises fin septembre 2023. La technologie de réacteur proposée par EDF est l’EPR1200, celle proposée par KHNP est l’APR-1000 et celle proposée par Westinghouse est l’AP1000. EDF propose une adaptation de puissance du modèle EPR : l’EPR 1200. Au-delà de l’unité 5 de Dukovany, c’est le renouvellement du parc nucléaire tchèque qui est en jeu.
Le 17 juillet 2024, le Premier ministre tchèque Petr Fiala annonce avoir choisi le sud-coréen KHNP pour engager la construction de nouvelles centrales nucléaires dans le pays, déclarant que « l'offre coréenne était meilleure sur tous les critères évalués ». La décision concerne deux unités à Dukovany, avec une option pour deux autres réacteurs à Temelin qui sera discutée ultérieurement avec le groupe coréen. Ce dernier s'est engagé sur un prix fixe de 200 milliards de couronnes tchèques (soit 7,91 milliards €) par unité, ce qui devrait offrir un prix du mégawattheure en dessous de 90 euros. L'offre coréenne promet aux entreprises tchèques une participation d'environ 60 % au projet. La signature du contrat final est attendue au premier trimestre 2025,.
Le 12 février 2025, la Commission européenne demande à CEZ et à KHNP des informations sur d'éventuelles subventions publiques du gouvernement coréen, qui auraient faussé la concurrence entre les candidats. En l'absence de réponse, le commissaire européen Stéphane Séjourné adresse le 2 mai 2025 au ministre tchèque de l'Industrie une lettre lui demandant de reporter la cérémonie de signature du contrat, le temps que l'Union européenne poursuive ses investigations ; il précise que « la Commission est en cours de préparation d'une décision d'ouverture d'une enquête approfondie », pour vérifier la légalité du projet, dans le cadre du Règlement sur les subventions étrangères, entré en vigueur en juillet 2023. Le 6 mai 2025, le tribunal régional de Brno bloque la signature du contrat de Dukovany prévue le lendemain, le temps d'étudier une plainte déposée par EDF.

## Centre de stockage des déchets nucléaires
Un centre de stockage de déchets nucléaires est situé à proximité de la centrale de Dukovany.